# Lee Thompson
Lee Thompson właśc. Lee Jay Thompson (ur. 5 października 1957 w Londynie, Anglia) – brytyjski muzyk, najbardziej znany jako saksofonista i kompozytor brytyjskiego zespołu ska pop-rockowego Madness. Znany jest też pod pseudonimami Kix i El Thommo.
W 1976 razem z Mikiem „Monsieur Barso” Barsonem i Chrisem „Chrissie Boy” Foremanem założył zespół Madness. W 1986 grupa się rozpadła. Dwa lata później razem z Grahamem „Suggs” McPhersonem, Cathalem "Chas Smash" Smyth'em i Chrisem „Chrissie Boy” Foremanem założył zespół The Madness i wydał album pod tym samym tytułem. Zespół nie osiągnął sukcesu komercyjnego, wkrótce się rozpadł. W 1990 razem z Chrisem „Chrissie Boy” utworzył projekt The Nutty Boys, który wydał album Crunch! (1990) oraz EP It's OK, I'm a Policeman (1992). Jest kompozytorem lub współkompozytorem wielu utworów zespołu, m.in.: "The Prince", "Close Escape", "Embarrassment", "House of Fun", "Uncle Sam", "Lovestruck", "Elysium", "Dust Devil", "NW5". Jest też drugim wokalistą, a w niektórych utworach głównym wokalistą Madness, m.in.: "Land of Hope and Glory", "Razor Blade Alley", "Benny Bullfrog", "Drip Fed Fred". Uczestniczył w nagraniach wszystkich albumów zespołu. Od 2007 jest członkiem The Dance Brigade, zespołu grającego mieszankę ska, reggae i popu. Razem z Madness wystąpił 4 sierpnia 2009 roku na Open’er Festival w Gdyni.